# Tomasz Klimczuk
Tomasz Wojciech Klimczuk – nauczyciel akademicki, naukowiec. Specjalizuje się w inżynierii materiałowej. Profesor w Instytucie Nanotechnologii i Inżynierii Materiałowej Wydziału Fizyki Technicznej i Matematyki Stosowanej Politechniki Gdańskiej.

## Życiorys
Studia z fizyki ukończył z wyróżnieniem na Politechnice Gdańskiej w 1995 i na tej uczelni został zatrudniony. Stopień doktorski uzyskał w 2001 na podstawie pracy pt. Structural and superconducting properties of the family Nd(Pr)-Ce-Cu-O, przygotowanej pod kierunkiem prof. Wojciecha Sadowskiego. Habilitował się w 2008 na podstawie dorobku naukowego i rozprawy pt. Badanie właściwości nadprzewodnikowych związków MgCNi3 i NaxCoO2·yH2O. Rozprawa habilitacyjna była podstawą nagrody naukowej Prezesa Rady Ministrów w roku 2009 (edycja XVI).
Zagraniczne staże naukowe odbył w: Instytucie Fizyki holenderskiego Uniwersytetu w Lejdzie (2002), Uniwersytecie Princeton (visiting research fellow, 2003-2005), Los Alamos National Laboratory (director's funded post-doctoral fellow, 2006-2009) oraz w europejskim instytucie Institute for Transuranium Elements (grant holder 30, Joint Research Centre, EU)  w Karlsruhe (2009-2012).
Tytuł profesora nauk fizycznych otrzymał w roku 2019. 
Jest kierownikiem Zakładu Silnie Skorelowanych Układów Elektronowych. 
Odkrywca ponad 30 nowych związków chemicznych, w tym 12 zawierających pierwiastki transuranowców.  
Współpracował i współpracuje z prof. Robertem J. Cavą, z którym opisał kilkanaście nowych nadprzewodników. 
Od 2012 roku buduje na Politechnice Gdańskiej laboratorium naukowe specjalizujące się w syntezie i badaniu materiałów, w których obserwowane są silne oddziaływania elektronowe. Jego pasją pozostają nadprzewodniki i tą pasją skutecznie zaraża studentów. Wypromował sześcioro doktorantów i ponad 40 magistrów i inżynierów. Wielu z nich zdobywa prestiżowe stypendia, w tym: stypendia naukowe Ministra Nauki (7), stypendium Start FNP (2), Diamentowy Grant (2), stypendium Wyszehradzkie (1).
Artykuły publikował w takich czasopismach jak m.in. Nature, Nature Physics, Advanced Materials, Advanced Functional Materials, Nature Communications, Science Advances, Chemistry of Materials, PNAS, Physical Review Letters.
Był członkiem pierwszej kadencji Rady Młodych Naukowców (organu doradczego Ministerstwa Nauki i Szkolnictwa Wyższego). Od lat związany z Polskim Towarzystwem Wzrostu Kryształów, w którym pełnił rolę prezesa w latach 2019-2022.
Jest członkiem Rady Uczelni Politechniki Gdańskiej (od 2019), Rady Instytutu Fizyki Molekularnej PAN (od 2023).
Pełni rolę edytora Scientific Reports.
Kierownik grantów Narodowego Centrum Nauki: SONATA BIS (1), OPUS (3) i HARMONIA (2).
Laureat programów Start i Kolumb Fundacji na Rzecz Nauki Polskiej.